# Axel Moonshine
Axel Moonshine is een Franse sciencefictionstripreeks die zich afspeelt in een magisch universum. Het scenario is van de hand van Christian Godard die op een doordachte wijze toekomst en heden, psychologie en filosofie mengt met veel humor, actie en avontuur. De tekeningen worden verzorgd door Julio Ribera en ogen realistisch maar bevatten dikwijls surrealistische, psychedelische en magisch realistische elementen. In de Nederlandse taal is de serie nogal chaotisch uitgegeven bij verschillende uitgevers onder andere De Vrijbuiter, Dargaud, Le Vaisseau d'Argent en Arboris. Ook kreeg de serie een spin-off in De 13 Geboden, hier is tot op heden slechts een deel van verschenen.

## Inhoud
In de serie staan de avonturen van de hoofdrolspelers Axel Moonshine en Muskie centraal. Axel Moonshine is een voormalig grootbemiddelaar van het "Ruimte Gilde" wiens taak het was om geschillen tussen de planeten te beslechten. Al in het eerste deel valt hij in ongenade en moet hij vluchten voor de purperen garde van het Gilde. Axel heeft een toestel laten ontwikkelen waarmee hij zijn dromen kan omzetten in holografische beelden, en daarmee heeft hij het dertiende gebod van het gilde overtreden: gij zult nimmer de poorten van de slaap binnengaan. Op zijn vlucht wordt hij vergezeld door Muskie, koningskind van de Eternauten, een volk dat de gave heeft om zijn lichamelijke en geestelijke ontwikkeling op dertienjarige leeftijd stop te zetten, en zelf de keuze heeft om het geslacht te kiezen. Axel Moonshine heeft de rol van een dappere, wat norse  serieuze volwassene, terwijl Muskie die van grappige en ondeugende jonge puber speelt.
Het ruimteschip waarmee Axel zich verplaatst, De Zilveren Dolfijn is praktisch onaantastbaar. Voortdurend haalt Axel zich steeds de grootste moeilijkheden op de hals, waardoor hij telkens opnieuw in conflict met het Gilde raakt.

## Titels
| Nummer | Titel                              | Verschenen | Uitgeverij             | Afwijkende nummering |
| ------ | ---------------------------------- | ---------- | ---------------------- | -------------------- |
| 1      | De zwerver van de kosmos           | 1979       | De Vrijbuiter, Arboris |                      |
| 2      | Het rijk van de zwarte zonnen      | 1979       | De Vrijbuiter, Arboris |                      |
| 3      | De aasgieren van de kosmos         | 1997       | Dargaud, Arboris       | deel 1 bij Dargaud   |
| 4      | Het labyrint der dromen            | 1984       | Dargaud                | deel 2 bij Dargaud   |
| 5      | De opperalchimist                  | 1983       | Dargaud                | deel 3 bijDargaud    |
| 6      | Hoezo werkelijkheid?               | 1981       | Dargaud                | deel 4 bij Dargaud   |
| 7      | Het innerlijk van Amnioth          | 1988       | Dargaud                | deel 5 bij Dargaud   |
| 8      | Om de drie zaden van de eeuwigheid | 1989       | Dargaud                | deel 6 bij Dargaud   |
| 9      | De weg van het verlangen           | 1990       | Dargaud                | deel 7 bij Dargaud   |
| 10     | De laatste rover                   | 1991       | Arboris                |                      |
| 11     | Het masker van Kohm                | 1991       | Arboris                |                      |
| 12     | De wolven van Kohn                 | 1991       | Arboris                |                      |
| 13     | Het koningskind van Onirodyne      | 1992       | Arboris                |                      |
| 14     | De kleine meesteres                | 1993       | Arboris                |                      |
| 15     | In de tijd van de orakelen         | 1993       | Arboris                |                      |
| 16     | De vuilnisbelt van het heelal      | 1994       | Arboris                |                      |
| 17     | De hemelse inzet                   | 1994       | Arboris                |                      |
| 18     | De toekomstsmokkelaars             | 1989       | Le Vaisseau d'Argent   |                      |
| 19     | Tramlijn IJldroom                  | 1990       | Le Vaisseau d'Argent   |                      |
| 20     | 'n Zekere meneer Ko                | 1990       | Le Vaisseau d'Argent   |                      |
| 21     | De Stortplaats                     | 1995       | Arboris                |                      |
| 22     | De eenzame Dreiging                | 1996       | Arboris                |                      |
| 23     | De Breuk                           | 1996       | Arboris                |                      |
| 24     | Muskie, altijd en eeuwig...        | 1997       | Arboris                |                      |
| 25     | De kleine kloon                    | 1997       | Arboris                |                      |
| 26     | Aanslag in Trenton                 | 1998       | Arboris                |                      |
| 27     | Terugkeer niet mogelijk!           | 1999       | Arboris                |                      |
| 28     | De omgekeerde wereld               | 2000       | Arboris                |                      |
| 29     | Het carnaval van animonsters       | 2001       | Arboris                |                      |
| 30     | De verzoening                      | 2002       | Arboris                |                      |
| 31     | Terug naar Xantl                   | 2004       | Arboris                |                      |
| 32     | De wonderplaneet                   | 2005       | Arboris                |                      |

## De 13 Geboden
De stripreeks "De 13 Geboden" speelt zich in hetzelfde universum af, maar gaat over een ander personage: de Purperen Gardist Syghor Sadkin, een vriend en oud studiegenoot van Axel Moonshine. Moonshine zelf duikt niet op in deze reeks, maar komt wel ter sprake. Het tekenwerk is niet van Ribera, maar van Al Coutelis. Godard schreef wel het scenario, in samenwerking met Laurent Bollee. 

1. Het schepsel van Rhamane

## Een nieuw album
In 2005 verscheen van Axel Moonshine het laatste stripalbum "De wonderplaneet". Daarna werd het stil en leek het gezien de leeftijd van de makers van de serie dat de reeks ten einde was gekomen. Tijdens een interview in januari 2013 werd duidelijk dat er toch nog een nieuw album valt te verwachten.
Julio Ribera overleed in 2018 en hiermee lijkt de hoop op een vervolg echter definitief vervlogen.  